# Laura Gorgerino
Laura Gorgerino (Roma, 31 marzo 1957) è un'ex nuotatrice italiana.

## Biografia
Nata nel 1957 a Roma, all'età di 15 anni ha partecipato ai Giochi olimpici estivi di Monaco di Baviera 1972, nella staffetta 4x100 m stile libero, insieme a Patrizia Lanfredini, Laura Podestà e Federica Stabilini, venendo eliminata in batteria, 7ª con il tempo di 4'10"70.
In carriera ha partecipato anche ai primi campionati mondiali di nuoto, quelli di Belgrado 1973, arrivando in finale nella staffetta 4x100 m stile libero, con Patrizia Lanfredini e Laura Podestà, oltre a Novella Calligaris (in batteria) e Federica Stabilini (in finale), chiudendo 7ª con il tempo di 4'06"59, e agli europei di Vienna 1974.
È stata campionessa italiana nei 100 m stile libero nel 1972, seconda nel 1972 e 1975, e terza nel 1973. Si classificò anche terza nel campionato italiano 100 m farfalla nel 1975. Ha ottenuto i titoli nazionali con la S.S. Lazio Nuoto nella staffetta mista dal 1972 al 1974 e nella staffetta 4x100 stile libero nel 1972, 1974 e 1975.